# 마산-군산 진격 전투
마산-군산 진격 전투(馬山-群山 進擊 戰鬪)는 1950년 9월 16일에서 9월 30일까지 마산에서 군산까지 치고 올라가는 낙동강 전선에서의 반격작전이다. 9월 15일 인천상륙작전을 성공하고 맥아더 장군은 북한군을 포위망에 가두어 미 제10군단이 모루가 되면 미 제8군이 망치가 되어 포위된 북한군을 치는 작전을 계획했다. 하지만 미 제25사단은 강력히 저항하는 북한군을 제압하고 반격하는데 어려움을 겪고 있었다. 이에 사단장 윌리엄 킨은 특수임무부대를 편성하여 돌파구를 마련하였고 인천상륙작전이 성공함에 따라 마산에서 군산까지 진격하는데 성공을 거둔다.

## 배경
북한군은 전투가 진행되던 당시, 13개 보병사단과 1개 전차사단 그리고 2개 기갑여단을 낙동강전선에 배치하였고, 후방 예비부대로는 5개 보병사단과 5개 보병여단을 보유하고 있었다. 실제로 낙동강전선에 투입된 병력은 총병력 100,000명 중 70,000명에 불과하였으며, 낙동강전선에 투입된 사단은 전투력이 30%에 불과하였다. 이들은 사기가 매우 저하되어있었지만 유엔군은 북한군의 상황을 제대로 파악하지 못하고 있어, 북한군의 전력이 아군에 비해 우세하다고 판단하고 있었다.
아군의 전력은 한국군 2개 군단 6개 사단, 미군 2개 군단 4개 사단과 1개 연대전투단, 영국군 1개 보병여단이 낙동강전선에 배치되었고, 미군 1개 군단(미 제1해병사단, 미 제7보병사단, 한국군 제17연대, 해병 제1연대)이 인천상륙작전에 투입되었다. 아군의 병력은 낙동강전선에 157,000명, 인천상륙작전에 75,000명과 지원부대를 포함하여 총 320,000명이었다.

## 전투 경과[1]

### 진주 탈환전(9.16 ~ 9.29)

#### 1950.9.16.
낙동강 방어선에서의 반격작전 시간이 다가왔지만 후방에서 적들의 강렬한 공격으로 인해 미 제25사단은 진격하는데 어려움을 겪고 있었다. 따라서 사단장 윌리엄 킨은 사단 전선의 중앙부 고지를 점령해야 진주를 향해 진격할 수 있을 것이라고 판단하였다. 때문에 적의 중앙부 고지를 점령하기 위해 제24 보병연대가 매일 공격을 실시해야만 했다.
결국 사단장 윌리엄 킨은 특수임무부대를 편성하여 661고지와 742고지를 공격하도록 명령하였다.

#### 1950.9.17.
울포크 특수임무부대는 제90야포대대의 공중지원 아래 적을 공격했으나 북한군의 강력한 화기로 인해 공격은 번번이 실패로 돌아갔다.

#### 1950.9.18.
울포크 특수임무부대는 이날 별다른 성과를 내지 못하였다. 그동안 남단 전선의 적 제7사단은 제6사단을 엄호하며 조직적인 지연작전을 수행 중이었다.

#### 1950.9.19.
적이 지난밤에 661고지에서 후퇴하였다는 소식을 들은 후에 바로 공격하여 별다른 저항 없이 661고지를 점령할 수 있었다. 또한 미 제35연대는 사단 우측에서 공격을 개시하여 중암리 전방에 있는 고지까지 큰 피해 없이 도달하였다.

#### 1950.9.20.
티터 중령의 제35연대 1대대는 중암리를 점령하였고 위킨스 중령의 2대대는 북서쪽에서 남강으로 향하는 능선을 점령하였다. 그러나 마이클리스 대령의 제27연대는 북한군의 강력한 저항으로 인해 서단의 좌측방 지역에서 진격하지 못하고 있었다.

#### 1950.9.21.
제35연대는 중암리 남서쪽의 도로를 점령하여 무촌리 도로의 분기점을 지나 진주 통로의 고지대로 향하였다. 제24연대와 제 27연대는 사단 우측 중앙부에서 험한 지대를 통과하였다.
북한군은 18일 기준으로 후퇴하기 시작했지만, 여전히 곳곳에서 지연부대와 패잔병들이 출몰하였다.

#### 1950.9.22.
미 제35연대는 이날 152고지를 점령한 것 외에 뚜렷한 성과를 내지 못하였다. 그동안 적의 주력부대는 제6사단의 엄호부대의 지원 아래에 서쪽으로 약 10 km 철수하였다. 항공관측에 의하면 많은 북한군이 북쪽으로 이동하고 있다고 하였다.
미 제8군 사령관 워커 중장은 “미 제8군의 모든 부대는 최대한으로 돌파구를 확대하여 적을 깊숙이 포위하고, 그 퇴로를 차단할 것이며, 철저한 섬멸전에 전력을 집중하라.”는 작전명령을 하달하였다. 작전 계획은 미 제1군단이 대구-김천-대전-수원에 주공격을 하여 인천에 상륙한 미 제10군단과 접촉하고, 미 제9군단은 합천-거창-안양-전주-강원 방면, 그리고 미 제25사단은 진주를 점령한 뒤 서북방을 향해 진격하는 것이었다.

#### 1950.9.23.
낙동강 방어선에서의 반격작전으로 인해 적은 공세를 전환하여 후퇴하기 시작했으며 이로 인해 한반도에서의 전세는 역전되었다.

#### 1950.9.24.
토만 특수임무부대는 해안선을 따라 진주를 향해 진격했으며 저녁이 돼서는 진주에서 남쪽으로 4km지점에 있는 감제고지를 점령하였다. 그동안 제35연대는 적의 엄호부대에 의해 진주통로에서 저지당했다.

#### 1950.9.25.
토만 특수임무부대는 남강교에 이르렀지만 적이 남강교를 폭파하여 토만 대위는 중상을 입었다. 이후 제35연대 2대대는 토만 특수임무부대의 화력지원 아래에 진주를 공격하였다. 이때 진주에는 박격포와 야포로 무장한 약 300명의 적 엄호부대로 인해 진격이 지연되고 있었다.
이날 제35연대의 제3대대와 제1대대는 남강을 건너 진주에 도달하였고 토만 특수임무부대는 미 제35야전공병대가 가설한 마대도하장을 통해 강을 건넜다.

#### 1950.9.26.
제27연대 1대대는 의령을 점령하였고 미 제65야전공병대대의 도움으로 이날 오후부터 남강교로 차량이 통행할 수 있었다.

#### 1950.9.28.
제27연대 1대대는 결국 진주까지 진격하는데 성공하였고, 이날 제35연대 2대대, 3대대, 1대대가 진입하였다. 저녁에는 토만 특수임무부대가 진주에 도착하였다.

### 진주-군산 진격 작전(9.26 ~ 9.30)

#### 1950.9.24.
미 제8군의 작전명령에 따라 미 제25사단장 킨 소장은 제24 및 제35연대에 기갑부대를 편성하고, 2개의 특수임무부대를 배치하였다.
이에 매튜스 특수임무부대와 돌빈 특수임무부대는 진주를 출발하였다. 돌빈 특수임무부대는 진주에서 함양으로 진격한 후에 서쪽으로 남원-전주-이리-강원을 통해 금강선까지 공격하기로 하였고, 매튜스 특수임무부대는 하동-구례-남원-순창-김제-이리-군산을 거쳐 금강선에서 접촉하기로 하였다.

#### 1950.9.26.
돌빈 특수임무부대는 이날 적 제6사단 주력부대의 철수로인 진주-함양 도로를 따라 진격하였다.

#### 1950.9.27.
아침에 지뢰가 폭파하여 선두전차가 정지하자, 근처 산마루에서 적의 공격이 시작되었으며 이에 아군은 정돈 상태에 빠지고 말았다. 부대는 즉시 공중지원을 요청하였고 16대의 F-15전투기가 산마루에 화력을 퍼부었다. 또한 킨 사단장은 이에 응대하여 적의 진지를 공격하여 점령하라고 명령하였고 부대는 샛길로 공격을 시작하여 600여명의 적을 격퇴하였다.

#### 1950.9.28.
돌빈 특수임무부대는 함양의 동쪽 교차점에서 미 제2사단 23연대와 만났고 이곳에서 공병과 한국인 노무자 280명이 샛길을 개척하고 있어 시간이 지연되었다.
돌빈 특수임무부대가 함양 근처에 다가갔을 때, 함양 근처 교량을 적이 폭파하려고 준비한다는 연락을 듣고 적을 전차기관포로 사격하여 적의 지연작전계획을 교란시켰다.

#### 1950.9.29.
돌빈 특수임무부대는 제38연대가 이미 점령한 진주를 통과하여 금강선까지 진격하였다. 12시에 브레이어 특수임무부대는 정읍에 진입하여 18시에 이리는 점령하였다. 밤이 되어서 브레이어 특수임무부대가 파괴된 다리에 의해 정지하자 매튜스 특수임무부대가 나타나 함류하게 되었다.

#### 1950.9.30.
13시에 군산은 미 제24연대 1대대에 의해 무사히 탈환되었다.

## 결과[1]
1950년 9월 16일부터 9월 30일까지 14일간의 전투를 통해 미 제25사단은 마산에서부터 항구도시 군산을 무사히 탈환하였다.
- 매튜스 특수임무부대는 354 km, 돌빈 특수임무부대는 222km의 진격기록을 세웠다.
- 미 제24연대는 군산, 제35연대는 이리, 제27연대는 진주-함양-남원에 이르는 병참선을 방어하였다.

## 참고 문헌
- 육군사관학교, 《한국전쟁사 부도》, 황금알 출판, 2005
- 나종남, 《군사작전을 통해 본 6.25 전쟁》, 양서각 출판, 2018